# Arcos (Minas Gerais)
Arcos is een gemeente in de Braziliaanse deelstaat Minas Gerais. De gemeente telt 36.455 inwoners (schatting 2009).

## Aangrenzende gemeenten
De gemeente grenst aan Córrego Fundo, Formiga, Iguatama, Japaraíba, Luz, Pains en Santo Antônio do Monte.
Ten westen van de plaats is er mijnbouw en een cementfabriek.